# Chiesa di Santo Spirito (Genova)
La chiesa di Santo Spirito era una chiesa di Genova, ora soppressa, situata nel quartiere di San Vincenzo.
Nella via San Vincenzo, oltre all'omonima chiesa, esisteva un tempo anche quella di Santo Spirito, pertanto la strada ancora nel XVII secolo era detta talora contrada di San Vincenzo e talora contrada di Santo Spirito.
Le prime notizie della chiesa di Santo Spirito risalgono al 1157.
Trovandosi nella zona suburbana di levante, dove i Fieschi avevano diverse proprietà, nel Medioevo la sua storia fu legata a quella di questa famiglia. In seguito fu officiata dalle monache clarisse sino al 1579, quindi dai padri somaschi che la tennero sino alla chiusura, che ebbe luogo con la soppressione napoleonica del 1798.
Da allora l'edificio mutò varie destinazioni d'uso, tra cui si ricorda quella di ospitare al suo interno l'asilo Tollot. Fu poi sede dell'istituto tecnico commerciale "Ugolino Vivaldi", scuola parificata. Attualmente (2016) ospita un negozio di oggettistica.
La chiesa, oggi corrispondente al civico n. 53 di via San Vincenzo, nella sua ultima veste seicentesca, era ad una navata, con sei cappelle laterali in sfondato e due nella parte presbiteriale.
Tra i principali mecenati ci fu Agostino Pinelli Luciani (doge di Genova nel biennio 1609-1611) che fece costruire la cappella di San Giovanni Battista. Al suo interno restano, nonostante l'aula a navata unica sia stata soppalcata, alcuni bassorilievi marmorei delle cappelle ed affreschi seicenteschi, di parti delle volte e nelle stanze interne del convento.
Nel XIX secolo, quando già la chiesa non era più operante, l'altare, le statue ed i marmi furono trasferiti nella chiesa di Nostra Signora della Neve di Bolzaneto.
Attualmente sono in corso restauri per la parte del chiostro seicentesco.

## Opere presenti nella chiesa
Dalla descrizione della città di Genova del 1818 (ediz. Sagep), che fornisce lo stato della chiesa dopo un ventennio dalla sua sconsacrazione, quando, allontanati i Somaschi, era divenuta scuola di carità, vi risultavano presenti:
- tela con San Ferrando di Bartolomeo Biscaino
- Crocifisso ligneo di Giambattista Bissone
- statue-ritratto dei mecenati Agostino Pinelli Luciani e della sorella di questi
- episodi della vita di San Giovanni Battista nella omonima cappella, di Luciano Borzone
- tela di Simone Baldi
- tela con San Venanzio di G.B. Parodi (fratello di Domenico)
- tela con San Gerolamo Emiliani, del pittore settecentesco Francesco Narice
- tela con San Gerolamo Emiliani di Francesco Grondona
- affreschi nella cappella della Misericordia con angeli, di Giulio Benso
- affreschi nella cappella del Crocifisso della Passione di Cristo, di G.B. Carlone
- cinque tele di Simone Balbi nella cappella dell'Angelo Custode
- tela con Crocefisso di Giovanni Domenico Cappellino